# Двое Фоскари (опера)
Двое Фоскари (итал. I due Foscari) — опера Джузеппе Верди в трёх действиях, на итальянское либретто Франческо Мария Пьяве, основанное на исторической пьесе Джорджа Байрона.
Верди обратил внимание на пьесу Байрона в начале 1843 года, но когда он предложил этот сюжет театру Ла Фениче в Венеции, пьесу отвергли за несоответствующее политическое содержание. Сюжет пьесы содержит критику Венецианской республики, что было совершенно неприемлемым для именитых семей Венеции, управлявших республикой, в том числе и для самой семьи Фоскари. В то же самое время театр Арджентина в Риме отказался от предложенной Верди оперы на сюжет Лоренцино Медичи. Взамен композитор предложил театру оперу «Двое Фоскари», которая и была впервые представлена зрителю 3 ноября 1844 года.

## История постановок

### XIX век
С момента первого представления к 1860 году опера выдержала по меньшей мере 22 постановки в разных городах Италии, включая Флоренцию, Болонью, Кремону, Милан, Неаполь и Модену. В 1946 году оперу увидели в Лиссабоне, а в 1950 и 1951 годах — в Палермо и Турине.
Первое представление оперы в Великобритании состоялось в Театре Её Величества в Лондоне 10 апреля 1847 года. В США опера впервые показана в Бостоне 10 мая 1847 года. Париж увидел постановку в декабре 1846 года в Театре итальянской комедии

### XX век и наше время
В наши дни «Двое Фоскари» периодически ставится на оперных сценах. В 1988 году оперу показал театр «Ла Скала» с Ренато Брузоном (эта постановка издана на DVD). В неаполитанском театре Сан-Карло оперу ставили в 2000 году, и она также записана на DVD. Лондонская Королевская опера показала оперу в июне 1995 года, с Владимиром Черновым и Джун Андерсон в главных партиях. Сарасота-опера во Флориде в марте 2008 года включила оперу в свой «Вердиевский цикл». В сезоне 2008/2009 годов оперу показывали Ла Скала и Ассоциация любителей оперы Бильбао в Испании.
Обычным явлением стали концертные исполнения оперы. Оперный оркестр Нью-Йорка показывал оперу трижды: в октябре 1981 года с Ренато Брузоном в главной партии, в апреле 1992 года с Владимиром Черновым в партии Дожа, и в декабре 2007 года с Паоло Гаванелли в этой партии.
Опера Лос-Анджелес представила новую постановку «Двое Фоскари» в сентябре 2012 года. В первом представлении этой постановки баритональную партию Франческо Фоскари исполнил генеральный директор этой компании Пласидо Доминго, дирижировал музыкальный руководитель компании Джеймс Конлон. В составе исполнителей были тенор Франческо Мели в партии Якопо Фоскари и сопрано Марина Поплавская в партии Лукреции. Для режиссёра Тадеуша Штрассбергера эта работа стала дебютом в Опере Лос-Анджелес.
В международной базе данных Operabase на период 2011—2014 годы представлены двенадцать постановок оперы (три из них — концертные) в двенадцати городах.

## Действующие лица
| Партия | Голос         | Исполнитель на премьере 3 ноября 1844 года Дирижёр (-) |
| --- | ------------- | ------------------------------------------------------ |
| Франческо Фоскари, венецианский дож | баритон       | Акиле Де Бассини                                       |
| Якопо Фоскари, его сын | тенор         | Джакомо Роппа                                          |
| Лукреция Контарини, жена Якопо | сопрано       | Марианна Барбьери-Нини                                 |
| Якопо Лоредано, член Совета Десяти | бас           | Бальдассаре Мири                                       |
| Барбариго, сенатор | тенор         | Атанасио Поццолини                                     |
| Пизана, подруга и доверенное лицо Лукреции | меццо-сопрано | Джулия Риччи                                           |
| Служитель Совета десяти | тенор         |                                                        |
| Слуга дожа | бас           |                                                        |
| Члены Совета Десяти и хунты, горничные Лукреции, венецианские дамы, толпа, мужчины и женщины в масках, тюремщики, гондольеры, пажи и два сына Якопо Фоскари. |               |                                                        |

## Краткое содержание
Действие происходит в Венеции в 1457 году.

### I действие
Идет политическая борьба, итогом которой становится арест молодого сына венецианского дожа Франческо Фоскари — Якопо, обвиненного Советом Десяти в измене родине. Зал дворца дожей. Сенаторы восхваляют могущество Совета Десяти, высшего карательного органа республики. Входит Якопо. Он славит родную Венецию и проклинает жестокость сенаторов. Перед тем как начнется суд, сенаторы советуют Якопо во всем признаться.
Дворец Фоскари. Жена Якопо Лукреция возмущена несправедливостью решений Совета и собирается искать защиты у старого дожа. Подруги отговаривают её, ведь по законам Венеции даже дож не может влиять на решение совета. Лукреция возносит свои молитвы к небу. Вошедшая подруга Лукреции Пизана сообщает ей, что сенаторы приговорили невиновного Якопо, уже находившегося ранее в ссылке, к новому изгнанию. Женщина возмущена этим оскорблением и решает обратиться за помощью к тестю.
Зал суда. Основные политические противники Фоскари — член Совета Десяти Лоредано и сенатор Барбариго — беседуют между собой. Одной из важных улик против юноши считают его письмо миланскому герцогу Сфорца, чье могущество, как полагает суд, Якопо хотел использовать против Венеции в своих интересах. Сенаторы славят справедливость венецианского правосудия.
Покои Дожа. Несчастный отец страдает от несправедливого приговора, но ничем не может помочь своему сыну, попавшему в беду. Появляется Лукреция. Женщина в отчаянии обрушивает свой гнев на Совет Десяти. Старый дож просит уважать высшую судебную власть. Лукреция обвиняет тестя в жестокости, ведь тот хорошо знает, кто осудил его сына. Знает старый дож и то, что письмо Якопо, написанное им в изгнании, не содержало ничего крамольного. Оно было продиктовано одним желанием — снова увидеть родную Венецию. Однако в соответствии с законом текст письма считается преступным, и Франческо не в силах спасти сына; он не может повлиять на решение суда. Появившиеся на глазах старика слезы оставляют Лукреции надежду на то, что дож поддержит её, если это будет возможно.

### II действие
Якопо один. Его мучают тяжёлые предчувствия, ожидание скорой смерти. Юноше приснился сон, ему мерещится палач. Несчастный с трудом узнает Лукрецию, пришедшую в подземелье. Женщина пытается ободрить отчаявшегося супруга, обещая, что последует за ним в изгнание. Доносится безмятежная песня гондольеров. Фоскари не хочет покидать родную Венецию. Муж и жена надеются, что судьба воздаст сполна их обидчикам. Появляется старый дож. Якопо счастлив, хоть недолго он может побыть с близкими людьми. Франческо с болью в сердце признается, что ничем не может помочь сыну. Вошедший Лоредано передаёт волю Совета Десяти, которую сейчас объявит Якопо суд: он должен отплыть на Крит, без предоставления права возвращения на родину. Оба Фоскари и Лукреция в отчаянии. Лоредано издевается над Франческо, который по венецианским законам не может вмешаться в решение суда.
Зал Совета Десяти. Сенаторы вновь восхваляют могущество и справедливость венецианского суда. Франческо пытается заступиться за сына, но тщетно. Вошедший Якопо полностью беззащитен. Ему объявлен приговор. Появляется Лукреция с детьми. С грустью смотрит молодой Фоскари на малышей, он должен в кратчайший срок покинуть Венецию и следовать на Крит.

### III действие
Лоредано и Барбариго наблюдают за тем, как веселится народ на соревновании гондольеров. Лоредано отмечает, что людям все равно — будет ли дожем Фоскари или ставленник их партии, Малипьеро. Он призывает собравшихся на площади людей веселей и активней участвовать в празднике.
Якопо следует в сопровождении начальника полиции. Юноша хочет умереть, ведь изгнание — медленная смерть. Лукреция просит его подумать о детях, о ней, об отце. Якопо надеется, что дети узнают о несправедливости и поверят в его невиновность. Пусть они прославят фамилии Кантарини и Фоскари. Муж и жена прощаются, Фоскари следует в сторону галеры. Лоредано торжествует: осуществление мести, которого он ждал столько лет, произошло. Ведь советник уверен, что Якопо повинен в смерти его родственника Донато.
Покои Дожа, старый Фоскари безутешен. Ему уже пришлось пережить смерть троих детей, и вот теперь судьба отбирает у него последнего сына. Отец глубоко страдает от собственного бессилия. Вбегает сенатор Барбариго. Он показывает Франческо письмо, в котором некий гражданин Эриццио, умирая, признался в убийстве Донато. Значит, на Якопо нет этой вины. Однако старик не успевает порадоваться. Лукреция со слезами сообщает, что Якопо упал замертво, отравленный врагами, в тот момент, когда вступал на борт галеры. Слуга дожа докладывает о прибытии Совета Десяти. Сенаторы просят Франческо добровольно сдать полномочия, ведь он стар, а его сын — преступник. Старый дож отказывается, тогда Лоредано срывает с него корону и мантию. Колокола собора Святого Марка возвещают об избрании нового дожа Малипьеро. Потрясённый Фоскари умирает с именем Якопо на устах. Лоредано достает блокнот и напротив фамилии Фоскари пишет: «Отплачено!»

## Записи
| Год  | Исполнители (Франческо Фоскари, Якопо Фоскари, Лукреция, Лоредано) | Дирижёр, Оперный театр и оркестр                                                                  | Лейбл                                                                    |
| ---- | ------------------------------------------------------------------ | ------------------------------------------------------------------------------------------------- | ------------------------------------------------------------------------ |
| 1951 | Джанджакомо Гуэльфи Карло Бергонци Мария Витале Паскуале Ломбардо  | Карло Мария Джулини, RAI, оркестр Миланского радио и хор                                          | Audio CD :Warner Fonit Cat: 8573-83515-2                                 |
| 1977 | Пьеро Каппуччилли Хосе Каррерас Катя Ричарелли Сэмюэл Рэми         | Ламберто Гарделли, Симфонический оркестр Венского радио и хор                                     | Audio CD: Philips Cat: 475-8697                                          |
| 1988 | Ренато Брузон Альберто Купидо Линда Роарк-Штруммер Луиджи Рони     | Джанандреа Гаваццени, Хор и оркестр театра Ла Скала Запись спектаклей 15 и 17 января 1988 года    | DVD: Opus Arte Cat: OA LS30007 D                                         |
| 2000 | Лео Нуччи Винченцо Ла Скола Александрина Пендачанска Данило Ригоза | Нелло Санти, Хор и оркестр театра Сан-Карло Запись спектакля театра Сан-Карло в Неаполе, 2000 год | Audio CD: House of Opera Cat: CDWW 1045; DVD: ArtHaus Musik Cat: 107 001 |